# District de Brugg
Le district de Brugg est un district du canton d'Argovie situé dans la vallée de l'Aar. Le chef-lieu est Brugg.
Le district compte 20 communes pour une superficie de 145,15 km² et une population de 51 451 habitants (en 2022).

## Communes
| Nom         | N° OFS | Population (décembre 2022) |
| ----------- | ------ | -------------------------- |
| Auenstein   | 4091   | +001 669,                  |
| Birr        | 4092   | +004 605,                  |
| Birrhard    | 4093   | +000757,                   |
| Bözberg     | 4124   | +001 657,                  |
| Brugg       | 4095   | +012 943,                  |
| Habsburg    | 4099   | +000427,                   |
| Hausen      | 4100   | +003 810,                  |
| Lupfig      | 4104   | +003 291,                  |
| Mandach     | 4105   | +000343,                   |
| Mönthal     | 4106   | +000396,                   |
| Mülligen    | 4107   | +001 110,                  |
| Remigen     | 4110   | +001 359,                  |
| Riniken     | 4111   | +001 527,                  |
| Rüfenach    | 4112   | +000856,                   |
| Schinznach  | 4125   | +002 407,                  |
| Thalheim    | 4117   | +000912,                   |
| Veltheim    | 4120   | +001 517,                  |
| Villigen    | 4121   | +002 179,                  |
| Villnachern | 4122   | +001 664,                  |
| Windisch    | 4123   | +008 022,                  |
| Total       | Total  | +051 451,                  |